# Petit Brabançon
Der Petit Brabançon (frz. für Kleiner Brabanter, auf Deutsch Brabanter Griffon) ist eine von der FCI anerkannte Hunderasse aus Belgien (FCI-Gruppe 9, Sektion 3, Standard Nr. 82), die zu den Belgischen Zwerggriffons gehört.

## Beschreibung
Der Petit Brabançon ist kurzhaarig. Das Haar ist harsch, flach anliegend, glänzend und höchstens 2 cm lang. Mögliche Farben sind rot, schwarz sowie Schwarz und Loh, wobei immer eine schwarze Maske vorhanden sein sollte. Einige weiße Haare an der Brust werden geduldet, sind aber nicht erstrebenswert. Der Kopf ist im Vergleich zum Körper eher groß und soll laut Rassestandard einen fast menschlichen Ausdruck zeigen. Die Ohren sind klein und hoch angesetzt, halb aufrecht und nach vorne kippend getragen. Früher wurden die Ohren zu Stehohren kupiert.

## Situation in den Niederlanden
In den Niederlanden ist die Zucht von kurznasigen Hunden aller Rassen, einschließlich der Mischlinge, grundsätzlich als Qualzucht verboten, soweit deren Nasenlänge nicht mindestens ein Drittel der Kopflänge beträgt.
In einer Mitteilung des Ministeriums LNV (Ministerium für Landwirtschaft, Natur und Lebensmittelqualität) wurde bekanntgegeben, dass ab sofort begonnen wird, anhand von Kontrollen dieses Gesetz durchzusetzen. im Fokus stehen insbesondere wegen möglichem Atemwegssyndrom (BOAS) alle brachycephalen Rassen.

## Wesen
Der Petit Brabançon wird als ausgeglichen, aufmerksam, sehr wachsam, weder ängstlich noch aggressiv, stolz und sehr anhänglich gegenüber seinem Besitzer beschrieben.

## Gesundheit
Die durch entsprechende Zuchtauslese herbeigeführte Verkürzung des Gesichtsschädels bezeichnet man als Brachycephalie.